# Безмены
Безмены (бел. Безмяны́, Бязме́ны) — деревня в Узденском районе Минской области Беларуси. В составе Озерского сельсовета.

## География
Ближайшие населённые пункты Ореховка (Узденский район), Калинино, Малое Гороховище (Дзержинский район) и др.

## Население

### Численность
- 2019 год — 7 человек

### Динамика
- 1999 год — 3 человек (перепись населения)
- 2009 год — 3 человек (перепись населения)[2]
- 2019 год — 7 человек (перепись населения)

## Улицы
- Солнечная
- Центральная